# 丽贝卡·豪尔
蕾貝卡·霍爾（英語：Rebecca Hall，1982年5月3日—），英國女演員暨導演。
霍爾的出道作是在1992年，年僅九歲時參演的英國電視連續劇《園丁女偵探》，由她的父親彼得·霍爾執導，劇本是改編自瑪麗·韋斯利的同名小說，第四台電視台製作。霍爾的舞台劇處女作也是由父親經手，即為2002年推出的《華倫夫人的職業》，原作為蕭伯納，霍爾在劇中扮演華倫夫人的女兒，並一舉摘下英國伊恩·查爾森獎首獎。此獎旨在肯定英國三十歲以內的舞台劇演員，獲獎當時，霍爾年僅二十歲。
2006年，霍爾首次登上大銀幕，和詹姆斯·麥艾維合作演出浪漫喜劇《戀愛學分》後，隨即參演克里斯多福·諾蘭執導的驚悚片《頂尖對決》。2008年，霍爾在伍迪·艾倫執導的浪漫喜劇《情遇巴塞隆納》中擔綱女主角並入圍多項獎項提名，如金球獎的最佳女主角；該片最後拿下美國哥譚獨立電影獎的最佳群戲獎。
霍爾的戲路甚廣，曾參演各類戲劇電影，如朗·霍華執導的歷史劇情片《請問總統先生》、班·艾佛列克自編自導自演的犯罪驚悚片《竊盜城》、和多明尼克·魏斯特合演恐怖驚悚片《靈動檔案》、超級英雄片《鋼鐵人3》、和強尼·戴普 攜手演出科幻片《全面進化》、和傑森·貝特曼合作心理驚悚片《非禮勿弒》，以及和路克·伊凡斯搭檔演出傳記劇情片《神力女超人的秘密》，還有怪獸片《哥吉拉大戰金剛》。2016年，霍爾在傳記式劇情片《直播自殺事件》中詮釋女記者克莉絲汀·查伯克，霍爾的精湛演技廣受影評盛讚。
霍爾也致力於參演英國電視劇，並取得了不俗的成績，例如英國第四台推出的迷你劇集《血色迷宮:1974》中，她和安德魯·加菲爾德與西恩·賓合作，抱回了2010年英國電視學院獎的最佳女配角獎。2013年，霍爾參演《榮耀之盡》，和班奈狄克·康柏拜區有精彩對手戲，讓她奪得了英國電視學院獎的最佳女主角獎，本劇由英國廣播公司第二台和美國HBO、比利時VRT三者合作出品。
2021年，霍爾推出她首度執導之作《白色通行證》，獲得不少影評好評。

## 私人生活

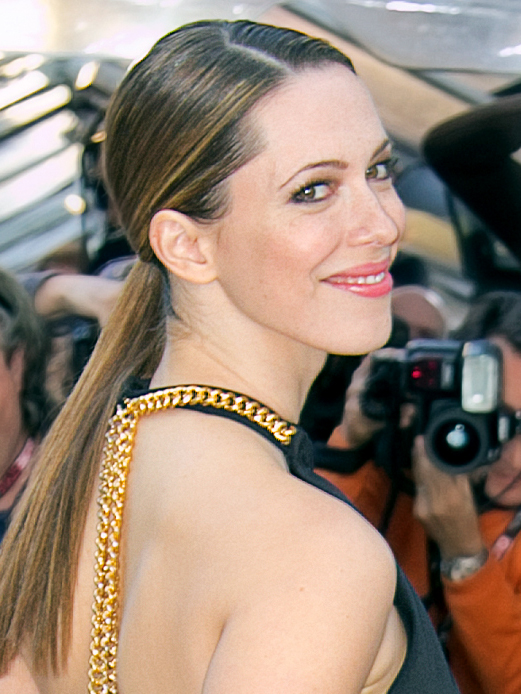
2011年，霍爾出席第36屆多倫多國際影展

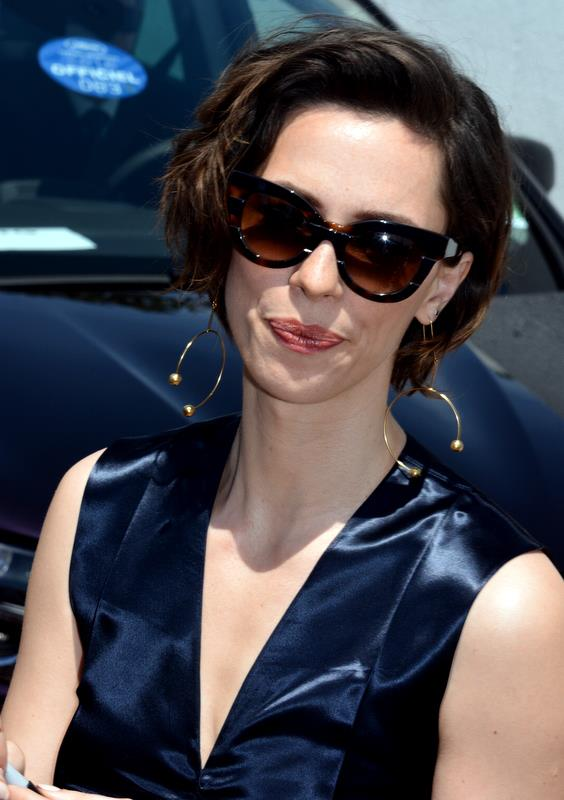
2016年，霍爾參加第69屆坎城影展

1982年，霍爾生於倫敦，家人幾乎都從事表演事業，父親彼得·霍爾是英國舞台劇導演暨皇家莎士比亞劇團創辦人，母親瑪麗亞·艾文是美國歌劇演唱家，擁有多種血統如非裔、德裔、荷蘭裔以及蘇格蘭裔等，雙親在她年幼時便分居，1990年離異。霍爾有五位同父異母的手足，大哥克里斯多福是英國電視劇製片人，大姊珍妮佛是女演員、詞曲作家、藝術家暨記者，二哥愛德華是英國舞台劇及電影導演，並經營普羅派拉劇團，該團皆為男性，專司演出莎士比亞的作品。還有二姊露西（英語：Lucy Hall）和妹妹艾瑪（英語：Emma Hall），六人都在父親執導或製作的作品中粉墨登場過。
霍爾曾就讀東薩塞克斯郡布萊頓的羅丁女子中學，在學時曾任學生代表。她隨後進入劍橋大學聖凱薩琳學院攻讀英語文學，但在畢業前一年輟學。霍爾在校期間非常熱衷於學生劇團活動，甚至還創立了自己的劇團。她也是劍橋大學舞台劇社團馬羅社成員，與丹·史蒂文斯攜手合作過不少作品，後者當時就讀於劍橋大學伊曼紐爾學院的英語文學系。霍爾後來也為丹的女兒維珞（英語：Willow）擔任教母。
2010年，媒體影射霍爾介入導演山姆·曼德斯與女演員凱特·溫斯蕾的婚姻，2011年兩人承認交往，2013年分手。
2014年，霍爾演出百老匯舞台劇《機械時代》（英語：Machinal）時邂逅摩根·斯佩克特，2015年結婚，2018 年生下一子。

## 演艺生涯

### 电影
| 年份 | 片名                     | 職務                   | 備註                                 |
| ---- | ------------------------ | ---------------------- | ------------------------------------ |
| 2006 | 《戀愛學分》             | Rebecca Epstein        |                                      |
| 2006 | 《頂尖對決》             | Sarah Borden           |                                      |
| 2008 | 《情遇巴塞隆納》         | Vicky                  | 金球奖最佳音樂及喜劇類電影女主角入圍 |
| 2008 | 《請問總統先生》         | Caroline Cushing       |                                      |
| 2009 | 《墮落美少年》           | Emily Wotton           |                                      |
| 2010 | 《給予的二三事》         | Rebecca                |                                      |
| 2010 | 《竊盜城》               | Claire Keesey          |                                      |
| 2010 | 《大甩賣》               | Samantha               |                                      |
| 2011 | 《一袋錘子》             | Mel                    |                                      |
| 2011 | 《靈動檔案》             | Florence Cathcart      |                                      |
| 2012 | 《賭場回憶錄》           | Beth Raymer            |                                      |
| 2013 | 《鋼鐵人3》              | 瑪雅·                  |                                      |
| 2013 | 《全面鎖定》             | Claudia                |                                      |
| 2014 | 《全面進化》             | Evelyn Caster          |                                      |
| 2015 | 《非禮勿弒》             | Robyn                  |                                      |
| 2015 | 《搖搖欲墜》             | Hannah                 |                                      |
| 2016 | 《直播自殺事件》         | 克莉絲汀·查伯克        |                                      |
| 2016 | 《吹夢巨人》             | Mary                   |                                      |
| 2017 | 《命運晚餐》             | Katelyn Lohman         |                                      |
| 2017 | 《准许》                 | Anna                   | 亦為監製                             |
| 2017 | 《神力女超人的秘密》     | 伊莉莎白·霍洛維·馬斯頓 |                                      |
| 2018 | 《未來的未來》           | 媽媽                   | 擔任英文版配音                       |
| 2018 | 《魔力女聲》             | Jules                  |                                      |
| 2018 | 《福爾摩濕與滑生》       | Dr. Grace Hart         |                                      |
| 2019 | 《雨天·紐約》            | Connie Davidoff        |                                      |
| 2020 | 《夜舍》                 | Beth                   | 亦為執行製作人                       |
|      | 《白色通行證》           | 導演、監製暨編劇       |                                      |
| 2021 | 《哥吉拉大戰金剛》       | Ilene Andrews          |                                      |
|      | 《With/In》              |                        | 「母親！（英語：Mother!!）」片段     |
| 2022 | 《復生》                 | Margaret               | 亦為執行製作人                       |
|      | 《The Listener》         | 僅有聲音演出           |                                      |
| 2024 | 《哥吉拉與金剛：新帝國》 | Ilene Andrews          |                                      |

### 电视剧
| 年份 | 劇名                        | 職務               | 備註                   |
| ---- | --------------------------- | ------------------ | ---------------------- |
| 1992 | 《園丁女偵探》              | Young Sophie       | 第一季，四集           |
| 1993 | 《比得兔的世界》            | Lucie              |                        |
| 1993 | 《Don't Leave Me This Way》 | Lizzie Neil        | 電視電影               |
| 2006 | 《簡愛前傳：夢迴藻海》      | Antoinette Cosway  | 電視電影               |
| 2007 | 《Rubberheart》             | Maggie             | 短片，劇本為霍爾所寫   |
| 2007 | 《喬的豪門宅邸》            | Tina               | 電視電影               |
| 2008 | 《愛因斯坦與愛丁頓》        | Winifred Eddington | 電視電影               |
| 2008 | 《Official Selection》      | Emily Dickinson    | 短片                   |
| 2009 | 《血色迷宮:1974》           | Paula Garland      |                        |
| 2012 | 《榮耀之盡》                | Sylvia Tietjens    | 第一季，五集           |
| 2015 | 《Codes of Conduct》        | Rebecca Rotmensen  | 試播劇集，未播映       |
| 2016 | 《百年酒館》                | Rachel             | 迷你劇集，第一季第一集 |
| 2020 | 《迴路奇譚》                | Loretta            | 第一季，六集           |

### 音樂錄影帶
| 年份 | 曲名            | 職務 | 備註           |
| ---- | --------------- | ---- | -------------- |
| 2012 | "A Case of You" | 女孩 | 詹姆斯．布雷克 |